# Airaphilus nubigena
Airaphilus nubigena là một loài bọ cánh cứng trong họ Silvanidae. Loài này được Wollaston miêu tả khoa học năm 1863.